# UFC Fight Night: Swanson vs. Lobov
UFC Fight Night Swanson vs. Lobov（ユーエフシー・ファイトナイト：スワンソン・バーサス・ロボフ、別名UFC Fight Night 108）は、アメリカ合衆国の総合格闘技団体「UFC」の大会の一つ。2017年4月22日、テネシー州ナッシュビルのブリヂストン・アリーナで開催された。

## 大会概要
本大会ではカブ・スワンソンとアルテム・ロボフによるフェザー級戦が組まれた。

## 試合結果

### アーリープレリム
第1試合 フライ級 5分3R
○  ヘクター・サンドバル vs.  マット・シュネル ×
1R 4:24 KO（パウンド）
第2試合 ウェルター級 5分3R
○  ブライアン・バーバリーナ vs.  ジョー・プロクター ×
1R 3:30 TKO（膝蹴り連打→パウンド）
第3試合 女子バンタム級 5分3R
○  アレクシス・デイビス vs.  シンディ・ダンドワ  ×
3R終了 判定3-0（29-28、29-28、29-28）

### プレリミナリーカード
第4試合 女子ストロー級 5分3R
○  ダニエル・テイラー vs.  ジェシカ・ペネ ×
3R終了 判定3-0（29-28、29-28、29-28）
第5試合 ライト級 5分3R
○  スコット・ホルツマン vs.  マイケル・マクブライド ×
3R終了 判定3-0（30-27、30-27、30-26）
第6試合 フライ級 5分3R
○  ブランドン・モレノ vs.  ダスティン・オーティス ×
2R 4:06 TKO（リアネイキッドチョーク）
第7試合 ミドル級 5分3R
○  ターレス・レイチ vs.  サム・アルビー ×
3R終了 判定3-0（30-27、30-27、30-27）

### メインカード
第8試合 ウェルター級 5分3R
○  マイク・ペリー vs.  ジェイク・エレンバーガー ×
2R 1:05 KO（右肘打ち）
第9試合 ライト級 5分3R
○  スティービー・レイ vs.  ジョー・ローゾン ×
3R終了 判定2-0（29-27、28-27、28-28）
第10試合 バンタム級 5分3R
○  ジョン・ドッドソン vs.  エディ・ワインランド ×
3R終了 判定3-0（29-28、30-27、30-27）
第11試合 95.3kg契約 5分3R
○  オヴィンス・サンプルー vs.  マルコス・ホジェリオ・デ・リマ ×
2R 2:11 ヴォンフルーチョーク
※リマの体重超過によりライトヘビー級から変更。
第12試合 ライト級 5分3R
○  アル・アイアキンタ vs.  ディエゴ・サンチェス ×
1R 1:38 KO（右フック→パウンド）
第13試合 フェザー級 5分5R
○  カブ・スワンソン vs.  アルテム・ロボフ ×
5R終了 判定3-0（49-46、49-46、50-45）

### 各賞
ファイト・オブ・ザ・ナイト： カブ・スワンソン vs. アルテム・ロボフ
パフォーマンス・オブ・ザ・ナイト： マイク・ペリー、ブランドン・モレノ
各選手にはボーナスとして5万ドルが授与された。

### カード変更
負傷などによるカードの変更は以下の通り。